# Shirokanedai (métro de Tokyo)
Shirokanedai (白金台駅, Shirokanedai-eki) est une station du métro de Tokyo sur les lignes Namboku et Mita dans l'arrondissement de Minato à Tokyo. Elle est gérée conjointement par les compagnies Tokyo Metro et Toei.

## Situation sur le réseau
La station Shirokanedai est située au point kilométrique (PK) 1,3 des lignes Namboku et Mita.

## Histoire
La station a été inaugurée le 26 septembre 2000.

## Services aux voyageurs

### Accès et accueil
La station est ouverte tous les jours.
En moyenne en 2015, 17 405 voyageurs ont fréquenté quotidiennement la station côté Tokyo Metro et 10 415 voyageurs côté Toei.

### Desserte
Les lignes Namboku et Mita partagent les mêmes voies à cette station.
- Ligne Namboku :
  - voie 1 : direction Akabane-Iwabuchi (interconnexion avec la ligne Saitama Railway pour Urawa-Misono)
  - voie 2 : direction Meguro (interconnexion avec la ligne Tōkyū Meguro pour Hiyoshi)
- Ligne Mita :
  - voie 1 : direction Nishi-Takashimadaira
  - voie 2 : direction Meguro (interconnexion avec la ligne Tōkyū Meguro pour Hiyoshi)

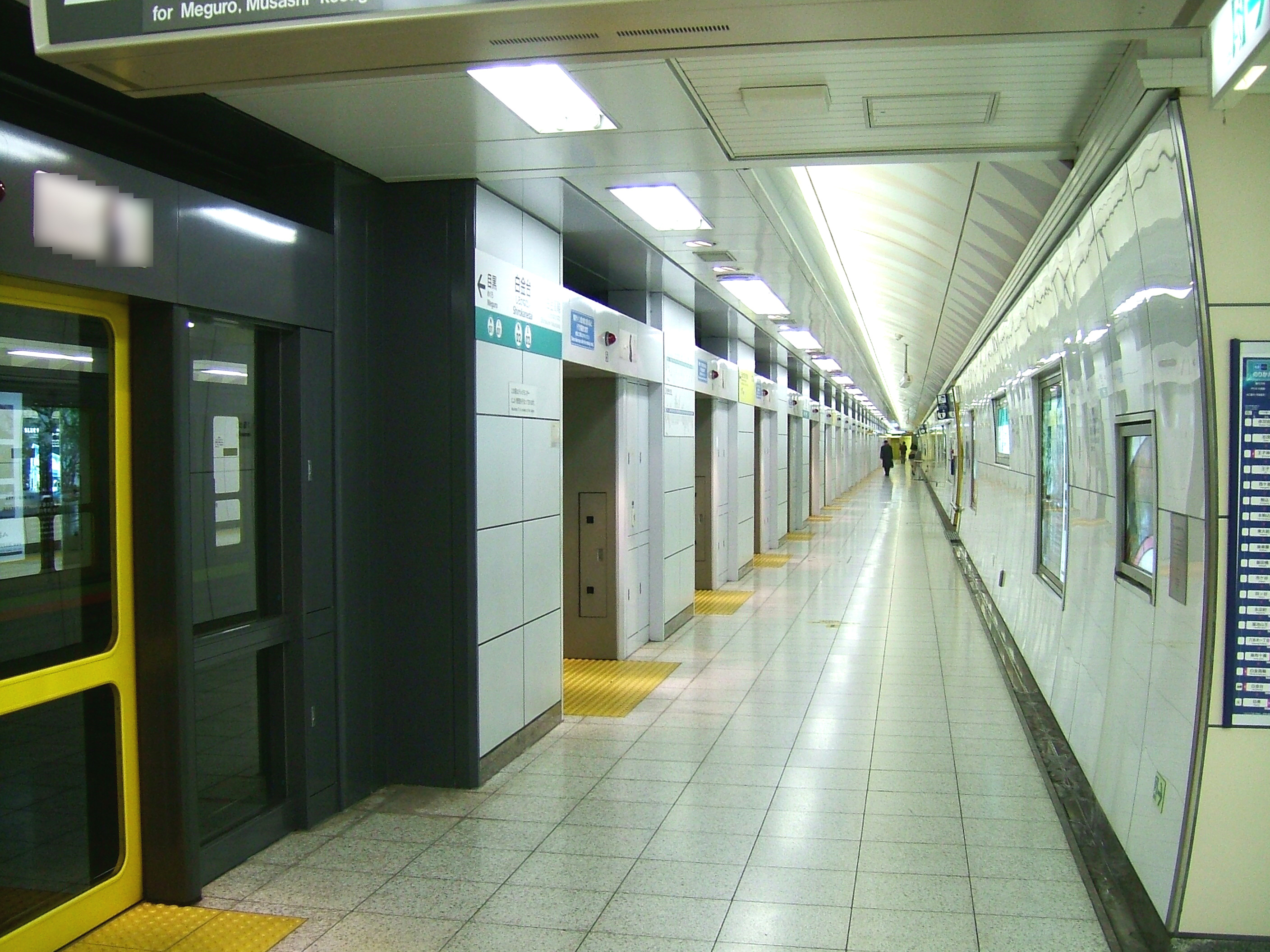
Quai des lignes Namboku et Mita
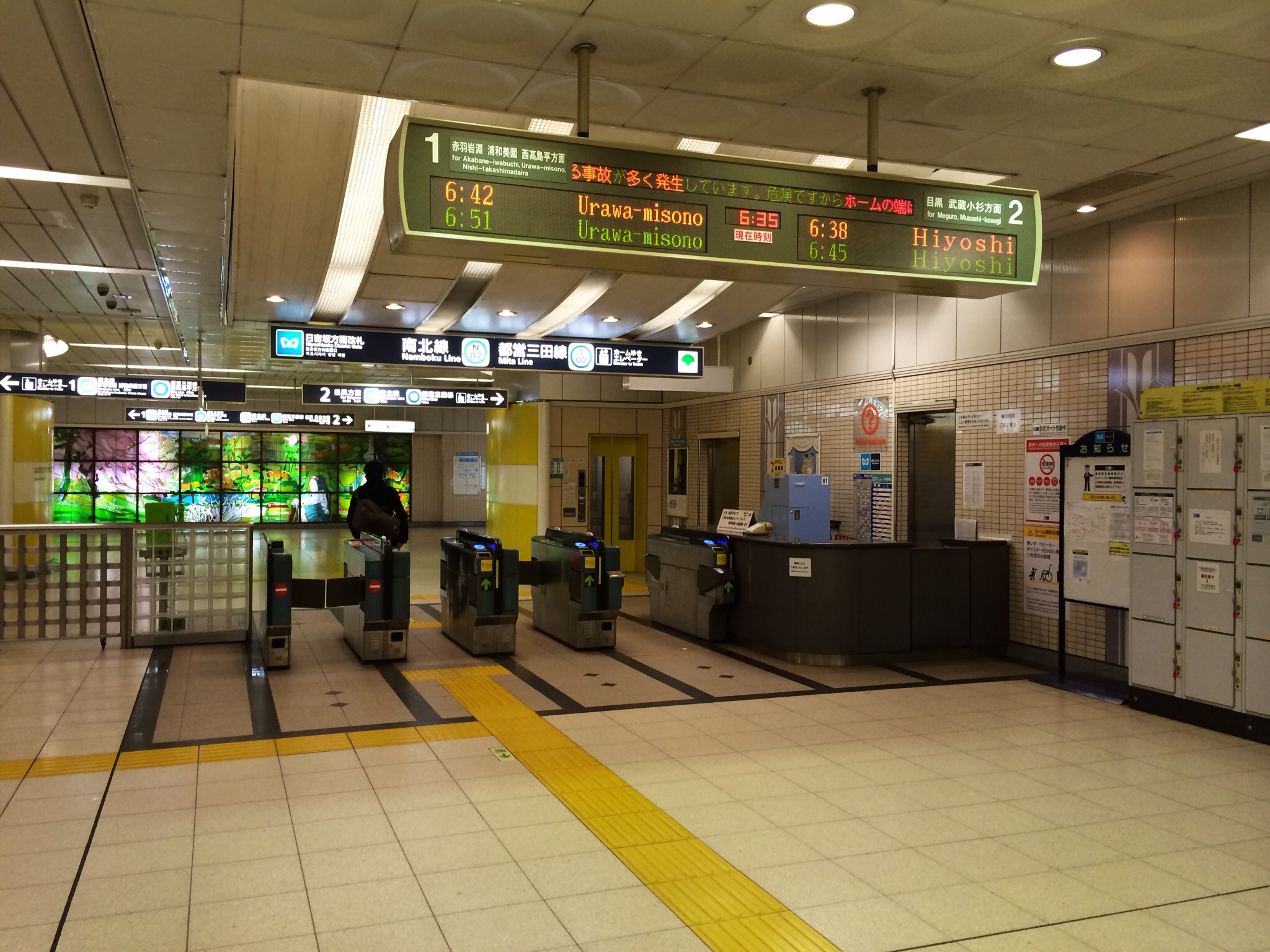
Ligne de contrôle

## À proximité
- Shirokanedai